# Имо (щат)
Имо е един от 36-те щата на Нигерия. Площта му е 5135 квадратни километра, а населението – 5 408 800 души (по проекция за март 2016 г.). Създаден е на 3 февруари 1976 г. Щатът е разделен допълнително на 27 местни правителствени зони. Намира се в часова зона UCT+1.